# بلانيتبيس
بلانيتبيس (بالإنجليزية: Planetbase)‏ هي لعبة استراتيجية محاكاة من تطوير شركة مادروغا وركس، صدرت اللعبة في 16 أكتوبر 2015. تدة ر اللعبة حول بناء قاعدة للبشر في كوكب بعيد.